# Жаброва, Анастасия Александровна
Анастасия Александровна Жаброва (род. 13 января 2004, Батайск, Ростовская область) — российская волейболистка, центральная блокирующая.

## Биография
Начала заниматься волейболом в ростовской ДЮСШ № 5 у тренера Л. С. Криволаповой. Затем была принята в московскую СШОР № 65 «Ника», а в 2018 — в фарм-команду ЖВК «Динамо» (Москва), в составе которой выступала на протяжении двух сезонов в Молодёжной лиге чемпионата России.
С 2020 по 2023 являлась игроком калининградского «Локомотива». В 2020—2022 играла за дублирующую команду клуба в Молодёжной лиге, а с 2021 регулярно привлекалась к выступлениям за основной состав в суперлиге. В 2021 и 2022 становилась серебряный призёром Кубка России, а в 2022 выиграла золотую медаль чемпионата страны. В 2023 году заключила контракт с московским «Динамо». В 2024—2025 выступала за «Заречье-Одинцово», после чего вернулась в «Динамо»
С 2018 выступала за юниорские сборные России, в составе которых в 2019 стала бронзовым призёром чемпионата Европы среди младших девушек, в 2020 — чемпионкой Европы, а в 2021 — чемпионкой мира среди девушек.

### Клубная карьера
- 2018—2020 —  «Динамо»-ЦРВ (Москва) — Молодёжная лига;
- 2020—2022 —  «Локомотив»-СШОР по ИВС (Калининград) — Молодёжная лига;
- 2021—2023 —  «Локомотив» (Калининград) — суперлига;
- 2023—2024 —  «Динамо» (Москва) — суперлига;
- 2024—2025 —  «Заречье-Одинцово» (Московская область) — суперлига;
- с 2025 —  «Динамо» (Москва) — суперлига.

## Достижения

### Клубные
- чемпионка России 2022;
  - серебряный (2023) и бронзовый (2025) призёр чемпионатов России.
- победитель розыгрыша Кубка России 2023;
  - двукратный серебряный (2021, 2022) и бронзовый (2025) призёр Кубка России.
- обладатель Суперкубка России 2023.
- бронзовый призёр Кубка Молодёжной лиги 2022.

### Со сборными России
- чемпионка мира среди девушек 2021.
- чемпионка Европы среди девушек 2020.
- бронзовый призёр чемпионата Европы среди младших девушек 2019.
- чемпионка Восточно-европейской волейбольной зональной ассоциации (EEVZA) среди младших девушек 2018.

## Личная жизнь
В июне 2025 года вышла замуж за волейболиста «Югры-Самотлора» Николая Манжосова.